# 영주 금광리 까치구멍집
영주 금광리 까치구멍집(榮州 金光里 까치구멍집)은 대한민국 경상북도 영주시 평은면 금광리에 있는 건축물이다. 2010년 3월 11일 경상북도의 문화재자료 제570호로 지정되었다.

## 개요
이 가옥이 위치한 영주시 평은면 금강리 동호부락은 18세기 중엽 안동김씨 김복근이 정착한 이후 안동김씨 집성촌으로 발전해 온 곳이다. 이 가옥의 유래나 연혁을 알 수 있는 자료는 전무하며, 다만 구전을 통해 현 소유자 김숙희씨의 종조부가 거쳐했던 집이라고 전해지는데, 그 선대부터 이 집에 살았을 가능성은 배제할 수 없다.
경상북도 북부지방 서민가옥에서 많이 채택된 까치구멍집으로 정면 3칸, 측면 2칸 규모이다. 전면 가운데 봉당을 중심으로 좌측에 마구를 두고 우측에 정지가 자리하고 후면 열은 봉당 뒤편 마루를 중심으로 좌측에 사랑방을 우측에 안방 한 칸씩을 배치하였다.
사랑부분의 마루를 도입한 평면구성, 까치구멍집의 전형을 지니고 있는 점, 여러 곳 수납공간을 설치하고 상이한 간살에 따른 결구법 등 서민가옥의 민속적 특징 및 구조법을 지니고 있어 문화재자료로 지정한다.

## 참고 자료
- 영주 금광리 까치구멍집 - 국가유산청 국가유산포털